# Репетитор (оповідання)
«Репетитор» (рос. Репетитор) — оповідання А. П. Чехова, вперше опубліковане у 1884 році.

## Історія
Оповідання А. П. Чехова «Репетитор» написане в 1884 році, вперше надруковане у 1884 році в журналі «Осколки» № 6 від 11 лютого з підзаголовком «Сценка» і підписом А. Чехонте. У 1886 році даний твір увійшов до збірки «Строкаті оповідання».
Антон Павлович Чехов у гімназійні роки займався репетиторством у Таганрозі, а потім у Москві. Досвід роботи письменника позначився в цьому оповіданні. За життя автора твір було перекладено болгарською, німецькою і словацькою мовами.
Негативний відгук на дане оповідання написав критик Федір Зміїв. Він відніс «Репетитора» до оповідань, які «схожі скоріше на напівмаячню якусь або балаканину заради балаканини про жахливу нісенітницю, ніж на мало-мальськи чіткий виклад осмисленої фабули».

## Сюжет
Дія оповідання відбувається на квартирі відставного губернського секретаря Удодова. До його дванадцятирічного сина Петра щодня приходить займатися уроками гімназист VII класу Єгор Зиберов.
Заняття проходять по дві години, за що гімназист отримує шість рублів. Заняття для підготовки Петі у II клас гімназії починаються з латини. Петі в шостий раз задають відмінювання, але у нього ніяк не виходить вивчити урок. До занять підключається батько хлопця, який напередодні відшмагав сина для схилення його до навчання. Завдання по латині було перенесено на наступне заняття. Також не показав знань син і в арифметиці, й сам Зиберов не зміг виконати математичної вправи. Удодов на рахівниці виконав завдання, яке треба було вирішувати алгебраїчно. Далі були ще диктант, географія, закон божий, російська мова. Дві години минуло, й Зиберов почав збиратися додому. Перед відходом він попросив в Удодова грошей. Батько хлопчика заборгував йому за шість місяців. Однак грошей у батька не виявилося і Зиберов йде.